# Río Otra
El río Otra es un importante río costero de Noruega, el más grande de la región Sørlandet, en el sur del país. Fluye desde las montañas de Setesdalsheiene, en el norte, en el municipio de Bykle (condado de Agder) hasta la ciudad de Kristiansand, en el sur, donde desemboca en aguas del Skagerrak (mar del Norte).
El Otra tiene una longitud de 245 km, siendo el octavo río más largo del país. En su curso atraviesa varios lagos grandes, como el Åraksfjorden (de 11,96 km²  y una longitud de 32 km), el Byglandsfjorden (de 32,79 km² y una longitud de 34 km), el Hartevatnet (5,92 km²) y el Kilefjorden (de 7,22 km²). En su curso se han construido 12 centrales hidroeléctricas, que producen gran parte de la electricidad para el sur de Noruega.

## Referencias

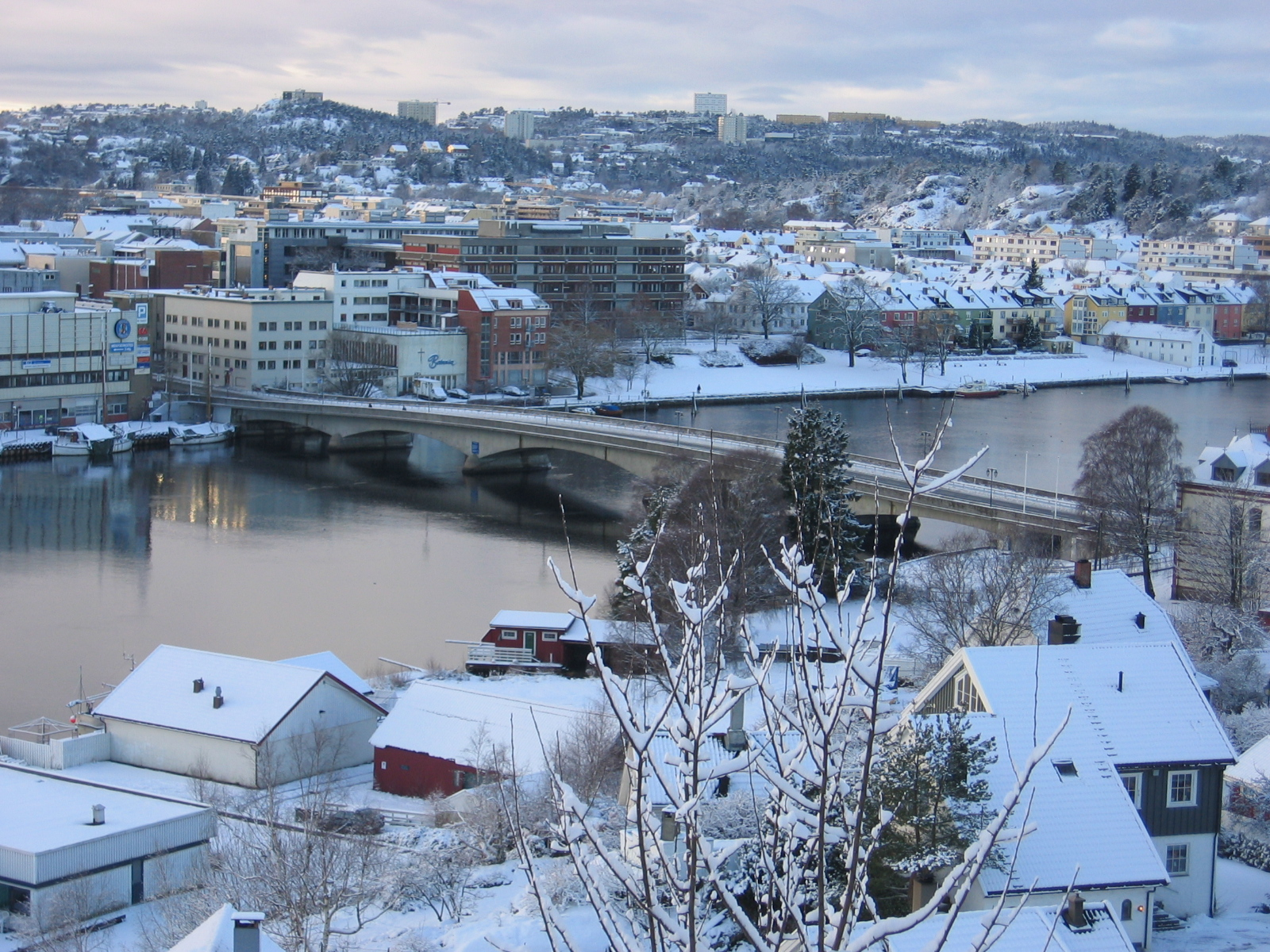
Otra vista del río, en invierno, en Kristiansand

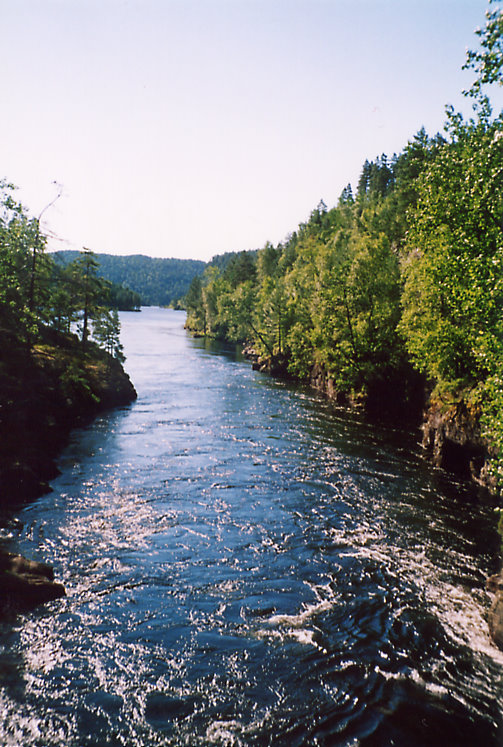
Río Otra